# 萊特灣
萊特灣是菲律賓的海灣，位於雷伊泰島以東的菲律賓海，北面是薩馬島，南面是棉蘭老島，長130公里、寬60公里。第二次世界大戰期間，該海灣發生雷伊泰灣海戰。